# 1997 TR24
1997 TR24 är en asteroid i huvudbältet som upptäcktes den 9 oktober 1997 av Beijing Schmidt CCD Asteroid Program vid Xinglong-observatoriet.
Asteroiden har en diameter på ungefär 13 kilometer.